# کاهوسکنجبین
کاهوسکنجبین از تنقلات سنتی ایرانی است. معمولاً چند برگ کاهو را شُسته و آماده می‌کنند و درون ظرفی حاوی سکنجبین که مایعی شیرین مزه است فرو برده، سپس صرف می‌کنند.